# Kruisvaart (jeugdbeweging)
De Kruisvaart was een organisatie in het bisdom Haarlem op het gebied van het jeugdwerk voor jongens.
In 1933 opgericht, maakte de Kruisvaart deel uit van de Katholieke Actie. Direct viel het onder de Katholieke Jongens Centrale (KJC) van het bisdom Haarlem. De organisatie was bedoeld voor jongens tot 17 jaar. De bedoeling was de Rooms Katholieke geestelijke vorming te begeleiden, met minder nadruk dan bij bijvoorbeeld de Katholieke Verkenners op het spel. Als vrouwelijke organisatie fungeerde De Graal-beweging. Buiten het Bisdom Haarlem was een vergelijkbare organisatie, de Jonge Wacht actief.